# Chiastosella longaevitas
Chiastosella longaevitas är en mossdjursart som beskrevs av Powell 1967. Chiastosella longaevitas ingår i släktet Chiastosella och familjen Escharinidae. Inga underarter finns listade i Catalogue of Life.